# Arma mortale
Arma mortale (Deadly Weapon) è un film statunitense del 1989 diretto da Michael Miner.

## Trama
Un ragazzo prende possesso fortunosamente di un'arma rivoluzionaria, capace di emettere raggi ad antimateria, la utilizzerà per vendicarsi dei torti subiti, fuggendo poi con la ragazza di cui è innamorato, attirando le attenzioni dei creatori dell'arma.